# Martin Ulmer (Kulturwissenschaftler)
Martin Ulmer (* 1960 in Esslingen am Neckar) ist ein deutscher Kulturwissenschaftler, Historiker, Sachbuch-Autor und Herausgeber.

## Leben
Ulmer studierte Geschichte und Empirische Kulturwissenschaften in Tübingen und legte 2008 mit seiner Dissertation über Antisemitismus im öffentlichen Diskurs und im Alltag in Stuttgart 1871–1933 eine Lokal- und Regionalstudie vor, die 2011 im Berliner Metropol Verlag erschien und „auch über die Grenzen Baden-Württembergs hinaus von Interesse“ ist.
Ulmer arbeitet zur jüdischen Geschichte, zum Antisemitismus, zum Nationalsozialismus, zur Erinnerungskultur und ist Gründungs- und Vorstandsmitglied der Geschichtswerkstatt Tübingen e.V. Er ist Lehrbeauftragter und Leiter der AG Jüdische Studien am Ludwig-Uhland-Institut für Empirische Kulturwissenschaften der Universität Tübingen. Er forscht in südwestdeutschen Archiven hauptberuflich für das Jerusalemer Yad-Vashem-Archiv.
Martin Ulmer ist Geschäftsführer des als Verein organisierten Gedenkstättenverbunds Gäu-Neckar-Alb und Mitglied des Sprecherrats der Landesarbeitsgemeinschaft der Gedenkstätten und Gedenkstätteninitiativen in Baden-Württemberg.

## Schriften (Auswahl)
- Mit Ulrike Baumgärtner: Simon Hayum – Erinnerungen aus dem Exil. Lebensweg eines Tübinger Bürgers (= Kleine Tübinger Schriften), hrsg. der Geschichtswerkstatt Tübingen, Kulturamt, Tübingen 2005, ISBN 3-910090-66-4
- Mit Aikko Bonanati, Monika Schober: „Plötzlich war alles anders“. Jugend im nationalsozialistischen Tübingen. Geschichts-Lesebuch für Kinder und Jugendliche ab 12 Jahren, Begleitschrift anlässlich der Dauerausstellung „Der stadthistorische Spaziergang“ des Tübinger Stadtmuseums, Universitätsstadt Tübingen, Tübingen 2005, ISBN 3-910090-61-3
- Mit Andrea Hoffmann, Utz Jeggle, Reinhard Johler (Hrsg.): Die kulturelle Seite des Antisemitismus. Zwischen Aufklärung und Shoah (= Studien & Materialien des Ludwig-Uhland-Instituts der Universität Tübingen, Bd. 30) (= Tübinger kulturwissenschaftliche Gespräche, Bd. 3), Begleitschrift zur Internationalen Tagung Die Kulturelle Seite des Antisemitismus zwischen Aufklärung und Shoah, Tübinger Vereinigung für Volkskunde, Tübingen 2006, ISBN 3-932512-41-3 und ISBN 978-3-932512-41-4
- Antisemitismus in Stuttgart 1871–1933. Studien zum öffentlichen Diskurs und Alltag, Metropol Verlag, Berlin 2011, ISBN 978-3-940938-82-4 (Inhaltsverzeichnis)
- Mit Hans-Otto Binder, Daniela Rathe, Uta Röck: Vom braunen Hemd zur weißen Weste? Vom Umgang mit der Vergangenheit in Tübingen nach 1945 (= Kleine Tübinger Schriften, Bd. 38), Tübingen: Universitätsstadt Tübingen, 2011, ISBN 978-3-941818-02-6 (Inhaltsverzeichnis)
- Zerstörte Demokratie. Zwangsweise ausgeschiedene Tübinger Stadträte 1933. Eine Dokumentation (= Kleine Tübinger Schriften, Heft 39), hrsg. von der Geschichtswerkstatt Tübingen e.V., Universitäts-Stadt Tübingen, Fachbereich Kultur, Tübingen 2013, ISBN 978-3-941818-16-3 (Inhaltsangabe)[7]
- Mit Martin Ritter (Hrsg.): Das jüdische Zwangsaltenheim Eschenau und seine Bewohner, hrsg. im Auftrag der Geschichtswerkstatt Tübingen e.V., mit Beiträgen von Ulrike Baumgärtner et al., Staudacher, Horb-Rexingen 2013, ISBN 978-3-928213-20-2 (Inhaltsverzeichnis und Inhaltstext)

- In der Zeitschrift Gedenkstätten-Rundschau (Horb, Högerle, ZDB-ID 24996865):
  - Gibt es eine Zukunft der Gedenkstätten? Überlegungen, den Wandel rechtzeitig zu gestalten, 2013, 10, S. 18–20
  - Mit Ulrike Baumgärtner, Jens Kolata: Der geplante Geschichtspfad zum Nationalsozialismus in Tübingen. Ein langwieriges Projekt wird bald Realität, mit zahlreichen Illustrationen in Ausgabe No. 13 (2014), S. 7–10
  - Vor 70 Jahren setzte der Shoah-Überlebende Victor Marx ein Zeichen der Erinnerung, Ausgabe 15, S. 12–13

## Dokumentarfilm
- Wege der Tübinger Juden – Eine Spurensuche, von Ulrike Baumgärtner, Andrea Hoffmann, Carsten Kauth und Martin Ulmer, Kamera: Andreas Kunze, Produktion: Geschichtswerkstatt Tübingen, D 2004, 67 Min.[8]